# Chápan severní

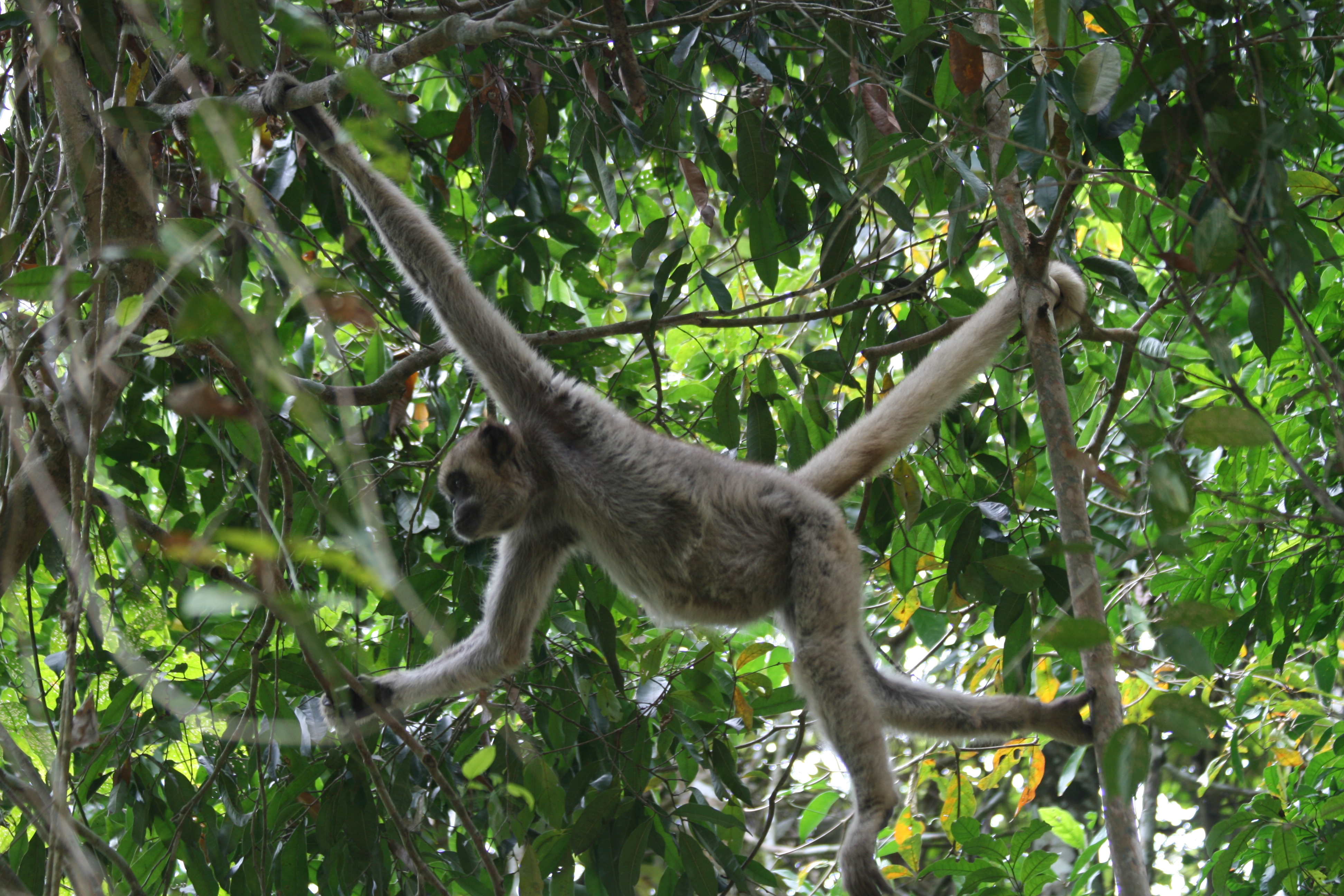
Samice v pohybu

Chápan severní (Brachyteles hypoxanthus) (dříve také nazývaný chápan skvrnitolící) je ploskonosá opice, jeden ze dvou druhů chápanů z rodu Brachyteles kteří jsou největší primáti Nového světa. Charakteristický je dlouhými končetinami a chápavým ocasem. Je velice vzácný endemit brazilských lesů a je silně ohrožen vyhynutím.

## Výskyt
Obývají tropické, částečně opadavé lesy v oblastech přiléhajících k Atlantskému oceánu kde žijí na hustě rostoucích, vysokých a široce rozvětvených stromech po kterých se pohybují i na velké vzdálenosti. Žijí do nadmořské výšky téměř 700 m. Vyskytují se v brazilských spolkových státech Bahia, Minas Gerais a Espirito Santo. Severní hranici jejich nesouvislého areálu tvoří řeka Rio Jequiriçá a lesy na pravém břehu řeky Rio Paraguaçu, jižní hranice prochází jihem státu Minas Gerais u hranic se státy Rio de Janeiro a São Paulo.
Na lesnatých územích kde žijí jsou vykáceny velké plochy pro stavbu silnic a jiných průmyslových objektů a to je omezuje při celoročním putování za potravou i při potřebném míšení genů mezi jednotlivými skupinami, nutí je to k nezvyklému cestování po zemi. Žijí ostrůvkovitě v rozlehlém areálu rozděleni do jednotlivých populací které se dělí do smíšených, různě velkých skupin až o 50 jedinci. Pobývají na územích která jsou spravována různými vlastníky.
V roce 2005 bylo známo 855 zvířat, která žila rozdělená ve 12 populacích:
- Území chráněná federací:

Caparaó National Park (Espírito Santo) - počet 82
Augusto Ruschi Biological Reserve and vicinity (Espírito Santo) - počet 14
Mata Escura Biological Reserve (Minas Gerais) - počet 28
- Území chráněná státy:

Serra do Brigadeiro State Park (Minas Gerais) - počet 226
Rio Doce State Park (Minas Gerais) - počet 124
Ibitipoca State Park (Minas Gerais) - počet 7
- Území v soukromém vlastnictví:

RPPN Feliciano Miguel Abdala (Minas Gerais) - počet 226
RPPN Mata do Sossego (Minas Gerais) - počet 41
Fazenda Córrego de Areia (Minas Gerais) - počet 13
Fazenda Esmeralda (Minas Gerais) - počet 3
Alto Cariri (Minas Gerais / Bahia) - počet 7
Santa Maria de Jetibá (Espírito Santo), 13 částečně izol. skupin - počet 84

## Popis

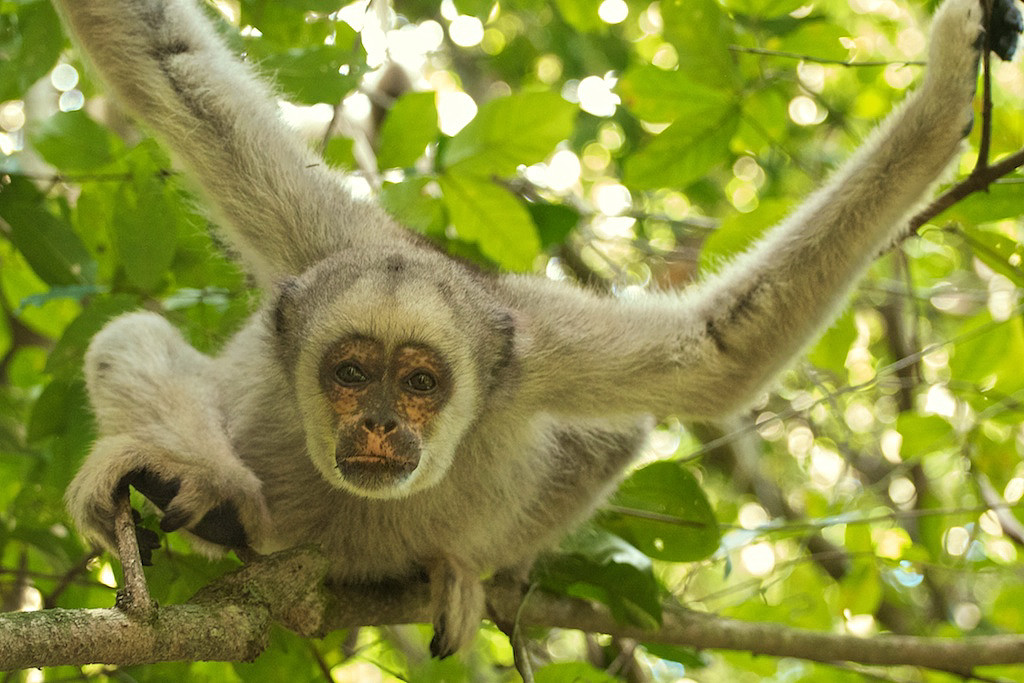
Samec

Chápan severní, stejně jako všichni ostatní chápani, má dlouhé končetiny, chlupatý chápavý ocas (delší než tělo) a kulaté bříško. Jejich hustá srst je světle hnědá až šedá, u samců bývá světlejší, holou tvář mají černou s růžovými skvrnami. Samci bývají o něco málo těžší, v průměru váží 9,6 kg a samice jen 8,4 kg. Tělo samce bývá průměrně dlouhé 49 cm a ocas 74 cm, tělo samice měří 48 cm a ocas 78 cm. Průměrná výška chápanů severních je 120 cm. V tlamě mají po 40 zubech, v obou čelistech stejně, zubní vzorec je 2/2, 1/1, 4/4, 3/3 (2 řezáky, 1 špičák, 4 třenové, 3 stoličky).

## Pohyb
Jejich životním prostorem jsou mohutné stromy po kterých obvykle nešplhají ani nelezou po větvích, ale z větve na větev se přesunují tzv. semibrachiací, tj. zavěšují se za větve předními končetiny a pomáhají si přitom zadními a ocasem. Dlouhý ocas při pohybu po stromech nahrazuje končetinu, mohou se za něj zavěsit nebo jím uchopit předmět. Po zemi se běhají těžkopádně a jsou zranitelní.

## Strava
Jsou to všežravci, převažuje však rostlinná strava získávána na stromech. Je tvořena převážně mladými listy, květy, mízou stromů, mladou kůrou a plody i semeny hlavně rodů Anadenanthera, Andira, Carpotroche, Genipa, Mabea, Palicourea, Plathymenia, Psychotria a dalších. Svou nepříliš výživnou stravu si doplňují o potřebné látky požíráním lesní půdy ve které byly zjištěné prvky jako hliník, chrom, nikl, titan, vanad, zinek i železo. Půda jim pravděpodobně pomáhá i k regulaci pH žaludku a trávení vláknité stravy. Příležitostně žerou i hmyz. Krmí se v denní dobu, často se přitom ve větvích zavěšují za ocas hlavou dolů.

## Chování
Jsou to sociální denní primáti kteří žijí na stromech a za potravou kočují, jednotlivci ani skupiny nemají svá teritoria. V jedné skupině žijí samci, samice i mláďata bez hierarchického uspořádaní. Kdo řídí dobu a směr další cesty není známo. Větší skupiny se mohou dělit do menších které bývají od sebe vizuálně oddělené. Taktéž se rozdělují při krmení nebo spánku. Samci často vytvářejí až desetičlenné skupinky stejně jako nespářené samice. Samice vychovávající mladé pobývají a krmí se obvykle odděleně s potomky, stejně se vydělují i březí samice. Polovinu dne věnují cestování a krmení, po zbytek dne odpočívají.
Dorozumívají se pomoci několika typů volání na krátké nebo větší vzdálenosti. Při volání na větší vzdálenosti, které patrně používají pro udržení sociální skupiny pohromadě a sdělení informace kam se skupina pohybuje, si navzájem odpovídají. Při krmení používají krátké stakatové zvuky, patrně pro zajištění dostatečného volného prostoru a odehnání konkurenta.

## Reprodukce
Samci i samice jsou promiskuitní, obě pohlaví se páří s více partnery. Mezi samci ani samicemi nejsou dominantní ani podřízení, jedinci spolu nesoutěží. Pravděpodobně mezi sebou závodí jen spermie. Schopnost samice se pářit je dávána najevo přítomnosti feromonů v moči kterým si potřísní ruce a pro samce značkuje trasu po které se pohybuje. Samec po přiblížení zjistí čichem zda se nespletl a buď dojde nebo nedojde ke spojení.
K páření dochází obvykle v období dešťů (říjen až duben) a mláďata se rodí v období sucha (květen až říjen). Ovulace může trvat 16 až 38 dnů, doba březosti je dlouhá asi 180 dnů. Rodí se jen jedno mládě které je 14 až 18 měsíců kojeno a do věku dvou let o něj matka pečuje. V průběhu prvých 3 až 6 měsíců jej při cestování nosí matka zavěšené pod břichem, později do dvou let na zádech. Bylo pozorováno, že bezdětná samice pečovala o potomka druhé. Samci se o mláďata nestarají, ale v ojedinělých případech ohrožení brání celou svou skupinu.
Pro zamezení příbuzenské plemenitby odcházejí mladé samice před pohlavní dospělosti z domovské skupiny a hledají si jinou do které přejdou, mladí samci neodcházejí. U samic se pohlavní zralost dostavuje ve věku od 5 do 11 let a u samců od 4 do 8 let, prvý potomek se rodí průměrně ve stáří samice 8,7 roků. Samice může vrhnou mládě každé dva až tři roky. Sexuálně i reprodukčně aktivní mohou oba zůstat až do věku 30 let.

## Možnost záměny
Chápani severní byli téměř do konce 20. století společně s nejbližšími příbuznými chápany pavoučími považováni za dva poddruhy jednoho druhu. Po poznání, že diferenciace mezi nimi je větší než se předpokládalo, dostaly oba poddruhy status samostatného druhu.
Chápani severní se od nich odlišují tím, že mají růžové skvrny v obličeji a na šourku, mají rudimentální palce a samci mají stejně velké špičáky jako samice. Mimo těchto morfologických rozdílů existují ještě genetické odlišnosti a dlouhodobá reprodukční izolace mezi oběma druhy. V přírodě je nelze zaměnit, oba druhy žijí v od sebe oddělených areálech.

## Poznámka
Většina číselných hodnot nebyla pro nízký počet a špatnou dostupnost chápanů severních změřena, ale odvozena z výzkumů chápanů pavoučích.

## Ohrožení
Ve volné přírodě žijí chápani severní nejméně 30 let. Jejich hlavní přirození predátoři jsou ocelot velký, jaguár a puma americká, mláďata ještě ohrožují kuna brazilská a harpyje pralesní. Největším nepřítelem, který zapříčinil jejich nízké početní stavy je ale člověk, který je přes zákaz loví pro maso i pro potěšení.
Vzhledem k počtu vzniklých chráněných oblastí se předpokládá klesající negativní vliv myslivosti i dalšího mýcení lesů. Těžší je přesvědčit chudé domorodé obyvatele, kteří často luky nahradili puškami, aby se dobrovolně vzdali luxusní stravy. Výhled populačního vývoje tohoto ohroženého druhu předvídá stále klesající počet jedinců a proto byl chápan severní klasifikován Mezinárodním svazem ochrany přírody (IUCN) jako druh kriticky ohrožený (CR).